# 南京臨時政府內閣

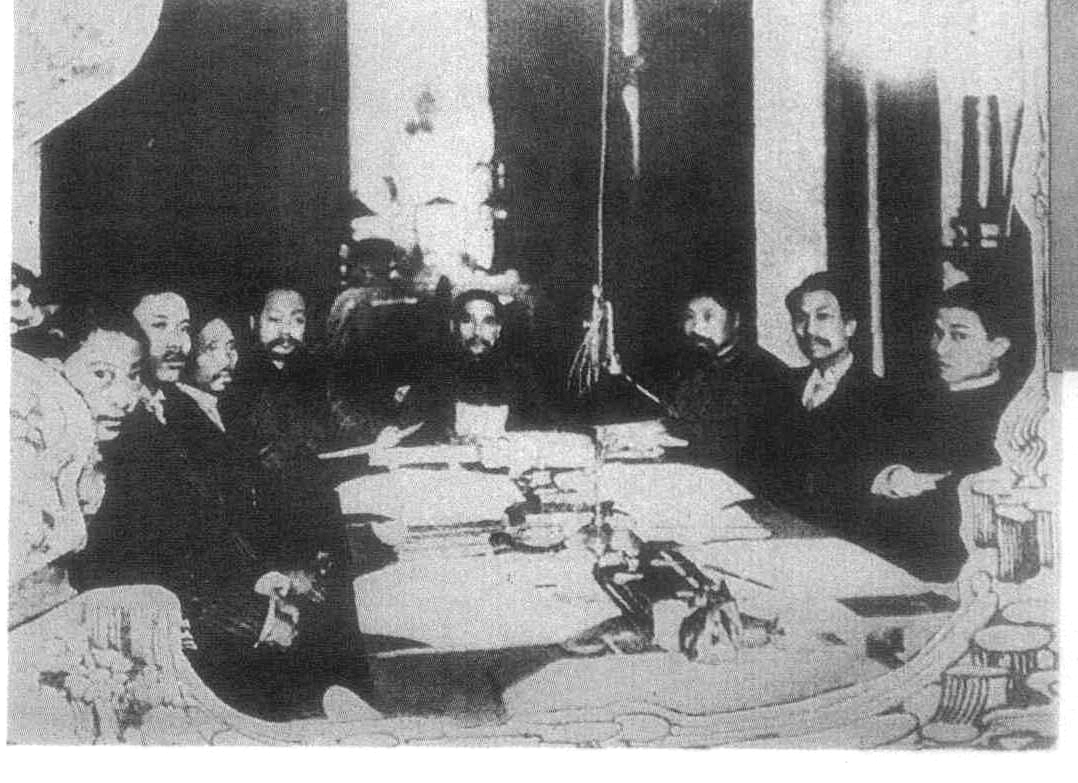
1912年1月21日，南京临时政府内阁召开第一次会议。桌端主持者为孫文。其他参会人员有，左侧自左至右：1海军总长黃鍾瑛，2教育次长景耀月，3教育总长蔡元培，4财政总长陈锦涛；右侧自左至右：1黄兴，2外交总长王宠惠，3财政次长王鸿猷

南京臨時政府內閣是中华民国临时政府時期第一屆內閣，成立於民國元年（1912年）1月3日。是中國國民黨與中華民國史上第一屆內閣。
1912年1月1日孙文在南京就任中华民国临时大总统。1912年1月3日，各省都督府代表联合会代表通过了各部总长名单。因阁员尚未到达南京，故迟至1月21日孙文才在南京主持了临时政府第一次内阁会议。同年3月13日，唐绍仪内阁在北京成立。4月1日，孙文向南京临时参议院辞去中华民国临时大总统职务。4月3日，孙文在解职通告中称，“今国务总理唐君（绍仪）南来，国务员已各任定，于4月1日在南京交代。本总统于是日解职……本处各办事人员仍照旧供职，以待新国务员接理。”南京临时政府各部总长、次长未见明令免职，当属随南京临时政府结束而自行解职。
南京臨時政府不是內閣制，而是總統制，因此並未設內閣總理，臨時大總統兼任政府首腦。
南京临时政府成立前，革命军为求军事上的统一，曾电各省派员来中央所在地共同组织参谋本部。孙文就任临时大总统时，各省派员尚未到来，即委任黄兴为该部总长。参谋本部于2月6日正式成立。

## 行政各部
1912年1月3日，各省都督府代表联合会代表通过了各部总长名单。1月5日，临时大总统孙文举行了各部委任礼。各部成立日期先后不一，具体情况如下（附法制局、南京卫戍总督府的情况以备考）：
| 机关名称   | 成立日期 | 地点                               |
| ---------- | -------- | ---------------------------------- |
| 陆军部     | 1月9日   | 督练公所                           |
| 海军部     | 1月17日  | 水师学堂                           |
| 外交部     | 1月11日  | 原设总统府内，3月2日迁鼓楼前狮子桥 |
| 司法部     | 1月12日  | 甲家巷                             |
| 财政部     | 1月17日  | 旧藩署                             |
| 内政部     | 1月17日  | 江南政务厅                         |
| 教育部     | 1月19日  | 交涉署（碑亭巷外务司）             |
| 实业部     | 1月23日  | 劝业道署                           |
| 交通部     | 1月23日  | 粮道署                             |
| 法制局     | 1月15日  | 中协署（今肥侯府）                 |
| 卫戍总督府 | 1月14日  | 南京總統府                         |

## 內閣成員
- 临时大总统：孙中山( 中國同盟會)
- 临时副总统：黎元洪
- 总统府秘书长：胡汉民( 中國同盟會)
- 內務部部長：程德全
- 內務部次長：居正( 中國同盟會)
- 外交部部長：王寵惠( 中國同盟會)
- 外交部次長：魏宸组( 中國同盟會)
- 財政部部長：陳錦濤
- 財政部次長：王鸿猷( 中國同盟會)
- 陸軍部部長：黃興( 中國同盟會)
- 陸軍部次長：蒋作宾( 中國同盟會)
- 海軍部部長：黃鍾瑛
- 海軍部次長：汤芗铭
- 教育部部長：蔡元培( 中國同盟會)
- 教育部次長：景耀月( 中國同盟會)
- 交通部部長：湯壽潛
- 交通部次長：于右任( 中國同盟會)
- 實業部部長：張謇
- 實業部次長：马君武( 中國同盟會)
- 司法部部長：伍廷芳
- 司法部次長：吕志伊( 中國同盟會)
- 参谋本部总長：黃興( 中國同盟會)
- 参谋本部次長：钮永建( 中國同盟會)

### 引用
1. 1 2  .   [2011年6月16日]. （原始内容存档于2011年12月8日）.
2. 1 2 3 4  刘寿林等编，民国职官年表，北京：中华书局，1995年
3. ↑  王耿雄，孙中山史事详录:1911-1913，天津：天津人民出版社，1986年，第130页